# Charles Louis Gay
Charles Louis Gay nacido el 1 de octubre de 1815 y fallecido el 19 de enero de 1892, fue un obispo francés. Es conocido por sus opiniones antimasónicas.

## Obras
- The Christian life and virtues considered in the religious state, 1878
- The Religious Life and the Vows: A Treatise, 1950